# Adams (Massachusetts)
Adams – miejscowość w hrabstwie Berkshire, w stanie Massachusetts w USA.

## Religia
- Parafia św. Stanisława Kostki